# زمین‌لرزه ۱۹۱۰ ژاپن
زمین‌لرزه ژاپن  در تاریخ ۱۲ آوریل ۱۹۱۰ میلادی، برابر با ‎۲۲ فروردین ۱۲۸۹، ساعت ۰:۲۲:۱۳ به زمان یوتی‌سی در ژاپن رخ داد. ژرفای این زلزله ۲۰۰ کیلومتر بود. بزرگی آن ۷٫۶ در مقیاس mB اعلام شده‌است. زمین‌لرزه به وقت محلی در روز سه‌شنبه، ساعت ۹ روی داده و منطقه زمانی آن یوتی‌سی +۹ بوده‌است .
سازمان زمین‌شناسی آمریکا نیز جای این زمین‌لرزه را در مختصات ۲۵°۳۰′شمالی ۱۲۲°۳۰′شرقی / ۲۵٫۵°شمالی ۱۲۲٫۵°شرقی و بزرگی آنرا برابر با ۷٫۸ در مقیاس ریشتر اعلام کرده‌است. ژرفای گزارش شده از سوی این سازمان ۲۰۰ کیلومتر می‌باشد.
شمار کشتگان زلزله حدود ۲۰ نفر بوده‌است. تعداد زخمیان ۴۰ نفر برآورده شده‌است. 